# رکلینگهاوزن

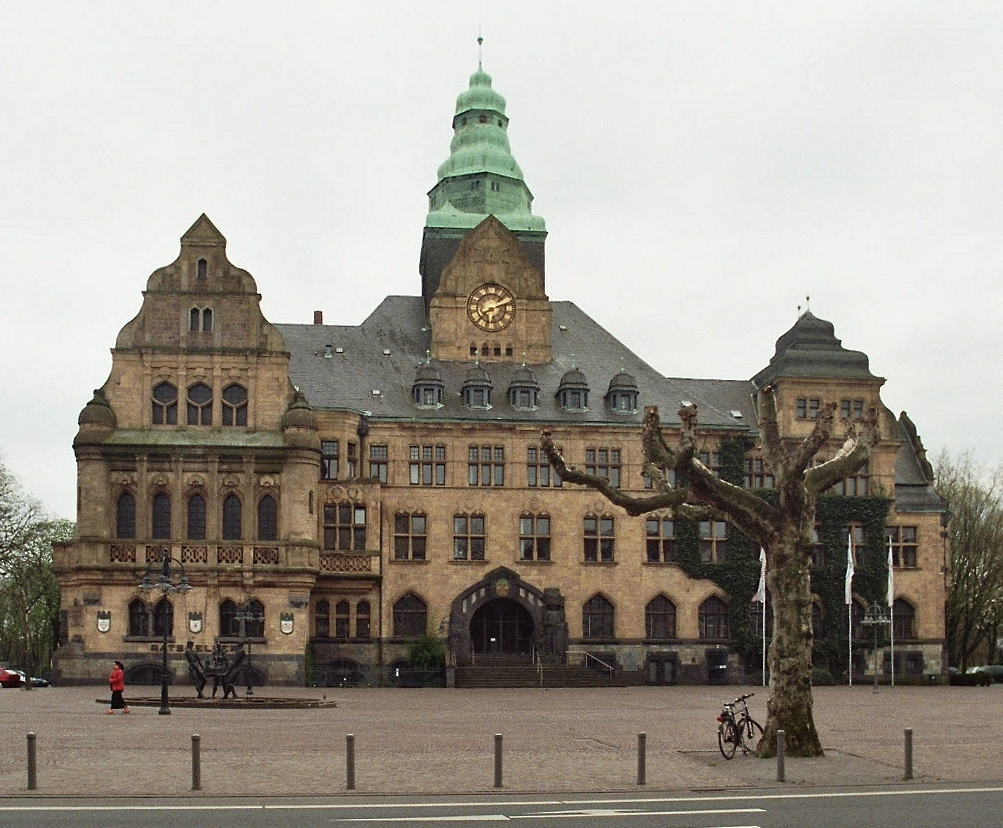
رکلینگهاوزن

رکلینگهاوزن (به آلمانی: Recklinghausen) شهری در منطقه رور در ایالت نوردراین-وستفالن آلمان می‌باشد. این شهر در ناحیهٔ شمالی منطقهٔ رور واقع شده است و پیرامونش بیش‌تر روستانشین هستند. چشم‌انداز مناطق شمالی رکلینگهاوزن کم‌نظیر است و زمین‌ها و مزرعه‌های وسیعی در این منطقه وجود دارد؛ این درحالی است که مناطق جنوبی این شهر بیش‌تر صنعتی هستند.
جمعیت شهر رکلینگهاوزن براساس سرشماری در دسامبر ۲۰۰۶، بالغ بر ۱۲۱٬۵۲۱ نفر برآورد شده است که از این‌جهت، این شهر شصتمین شهر پرجعیت آلمان و بیست‌ودومین شهر پرجمعیت نوردراین-وستفالن محسوب می‌شود.